# Fedor Poppe

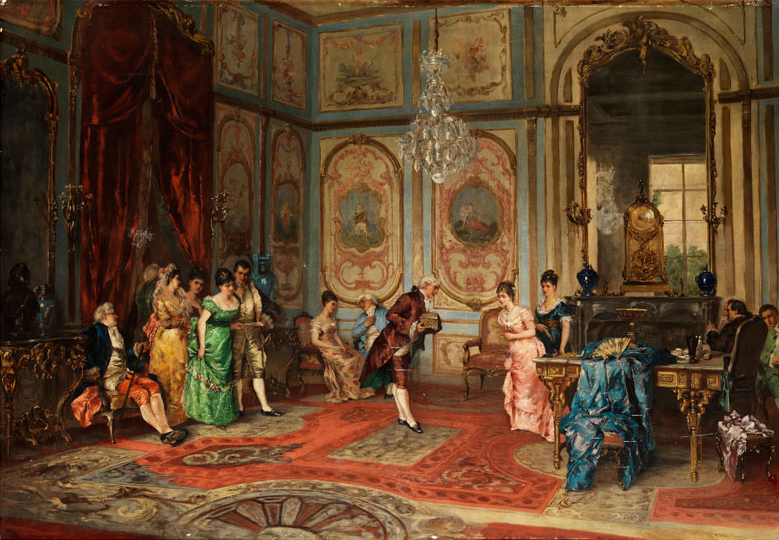
Rokoko-Salon mit höfischer Ballgesellschaft

Fedor Poppe (* 27. April 1850 in Neisse; † 26. März 1908 in Dalldorf) war ein deutscher Porträt-, Genre- und Landschaftsmaler.

## Leben
Poppe studierte zunächst an der Preußischen Kunstakademie Berlin und setzte das Studium ab dem 18. Oktober 1873 an der Königlichen Akademie der Künste München bei Otto Seitz fort. Nach einem Aufenthalt in Paris kehrte er nach Berlin zurück, um wieder an der Preußischen Akademie der Künste bei Karl Gussow und im Meisteratelier von Anton von Werner zu studieren.
Poppe unternahm 1883 eine Studienreise nach Italien und ließ sich danach in Berlin nieder, wo er als freischaffender Künstler tätig wurde. Er beschäftigte sich mit der Porträt-, Genre- und Landschaftsmalerei.
Er wird teilweise mit dem Lithographen Feodor Christian Gottlieb Popp (1852–1914) verwechselt.